# Keelby
Keelby – wieś w Anglii, w hrabstwie Lincolnshire. Leży 42 km na północny wschód od Lincoln i 229 km na północ od Londynu.